# 布尔陶亥苏木
布尔陶亥苏木，是中华人民共和国内蒙古自治区鄂尔多斯市准格尔旗下辖的一个乡镇级行政单位。

## 行政区划
布尔陶亥苏木下辖以下地区：
铧尖村、李家塔村、达坝席利嘎查、腮乌素村、蒿召赖嘎查、公益盖村、孔兑沟村、尔圪壕嘎查和植机壕村。